# إل. سبراغ دي كامب
إل. سبراغ دي كامب (بالإنجليزية: L. Sprague de Camp) (27 نوفمبر 1907، نيويورك في الولايات المتحدة - 6 نوفمبر 2000، بلينو في الولايات المتحدة)؛ ضابط، كاتب، مؤرخ وروائي أمريكي.

## الجوائز
- جائزة هوغو لأفضل الأعمال ذات الصلة

## روابط خارجية
- إل. سبراغ دي كامب على موقع IMDb (الإنجليزية)
- إل. سبراغ دي كامب على موقع ميوزك برينز (الإنجليزية)
- إل. سبراغ دي كامب على موقع إن إن دي بي (الإنجليزية)
- إل. سبراغ دي كامب على موقع ديسكوغز (الإنجليزية)